# Aston Martin Vantage (1972)
L'Aston Martin Vantage è una Gran Turismo ad alte prestazioni prodotta dal 1972 al 1973 dalla casa automobilistica britannica Aston Martin.

## Contesto e debutto
La Vantage era un modello distinto dotato di una evoluzione potenziata del motore a 6 cilindri in linea della DB5; esteticamente aveva una griglia anteriore con 2 fari tondi simile al quella della DB6. È stata l'ultima Aston Martin dotata di ruote a raggi e l'ultima Aston Martin a montare un 6 cilindri in linea aspirato, fino alla arrivo della DB7 nel 1993.
La vettura era un pesante aggiornamento della coupé DBS presentata nel 1967. Dopo che l'Aston Martin entrò in crisi finanziaria, David Brown vendette l'attività alla Company Developments con sede a Birmingham il 1º gennaio 1972. Per evidenziare la rottura con la precedente gestione, dall'aprile 1972 furono rimossi tutti i riferimenti a David Brown nella nomenclatura dei modelli. Sotto la nuova proprietà vennero create l'Aston Martin V8 che sostitui la precedente DBS e un nuovo modello con un motore a sei cilindri chiamato Aston Martin Vantage.
La Vantage fu presentata alla stampa il 24 aprile 1972 insieme all'Aston Martin V8.

## Descrizione e tecnica
La Vantage venne costruita su di un pianale in acciaio, la cui concezione di base riprendeva quella delle precedenti DB4 e DB6. I pannelli esterni della carrozzeria erano realizzati in alluminio lavorati a mano. Le sospensioni anteriori furono dotate di doppi bracci trasversali con molle elicoidali, barra antirollio e ammortizzatori telescopici. Nella parte posteriore era presente un ponte De Dion con bracci longitudinali, parallelogramma di Watt e molle elicoidali.
La Vantage fu progettata come una coupé fastback a due porte. La parte posteriore della carrozzeria era in gran parte ripresa da quella della precedente Aston Martin DBS e della coeva V8 introdotta nel 1972. La principale differenza estetica stava nel design del frontale. Mentre la DBS aveva quattro fari con lampade ai vapori di iodio integrati nella griglia del radiatore insieme agli indicatori di direzione/luci di posizione (condivisi con la Ford Cortina Mk.II), la Vantage aveva due soli fari singoli rotondi. Gli indicatori di direzione (che provenivano dalla MG B), vennero posizionati sotto il paraurti.
Il motore a sei cilindri in linea progettato da Tadek Marek era lo stesso dell'Aston Martin DB6; si trattava di un motore da 4,0 litri (3995 cm³) con due alberi a camme in testa a due valvole per cilindro alimentato da tre carburatori Weber, che erogava 325 CV (239 kW). La potenza veniva trasmessa alle ruote posteriori tramite un cambio automatico a tre velocità di origine Chrysler (TorqueFlite) o da un cambio manuale a cinque marce della ZF.